# Elizabeth Hamilton (écrivain)
Elizabeth Hamilton est une romancière et moraliste anglaise, née à Belfast (Irlande) le 25 juillet 1758 et morte le 23 juillet 1816.

## Biographie
Elle a consacré toute sa vie à l'enseignement et aux lettres, qu'elle aima avec passion. Elle s'est restreinte à ne peindre que le cercle de la vie domestique, le cœur humain, les mœurs intimes de son siècle.

## Œuvres
Les principales publications de cet auteur sont les suivantes :
- Lettres sur les principes élémentaires de l'éducation (1802), traduites en français (1804, 2 vol. in-8°);
- Vie d'Agrippine, épouse de Germanicus (1804, 3 vol. in-8°);
- Lettres sur la formation de l'idée religieuse et morale (1806, 2 vol. in-8°);
- les Paysans de Glenburnie (1808, in-8°);
- Essais populaires (1813, 3 vol. in-8°);
- Avis aux directeurs d'écoles publiques (1815).